# Kalugumalai
Kalugumalai (o Kalugumali, Kalugamalai) è una suddivisione dell'India, classificata come town panchayat, di 14.834 abitanti, situata nel distretto di Thoothukudi, nello stato federato del Tamil Nadu. In base al numero di abitanti la città rientra nella classe IV (da 10.000 a 19.999 persone).

## Geografia fisica
La città è situata a 9° 9' 0 N e 77° 43' 0 E e ha un'altitudine di 104 m s.l.m..

## Società

### Evoluzione demografica
Al censimento del 2001 la popolazione di Kalugumalai assommava a 14.834 persone, delle quali 7.295 maschi e 7.539 femmine. I bambini di età inferiore o uguale ai sei anni assommavano a 1.379, dei quali 733 maschi e 646 femmine. Infine, coloro che erano in grado di saper almeno leggere e scrivere erano 10.423, dei quali 5.689 maschi e 4.734 femmine.